# Kinsale

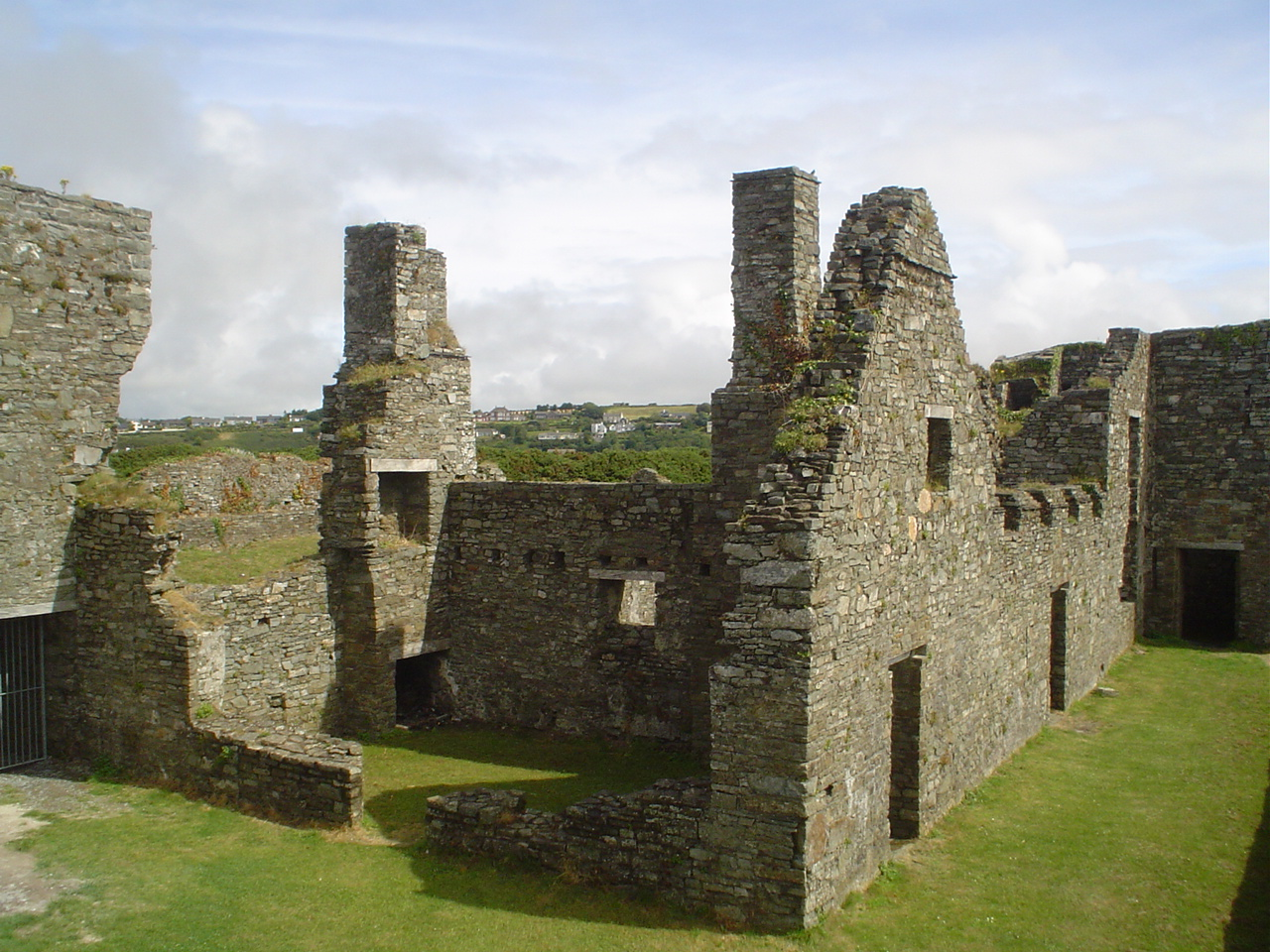
Ruiny St. James Fort

Kinsale (irl. Cionn tSáile) – miasteczko w Irlandii w hrabstwie Cork u ujścia rzeki Bandon.
W okolicach miasta w 1601 roku rozegrała się Bitwa pod Kinsale pomiędzy wojskami irlandzko-hiszpańskimi oraz brytyjskimi.
W mieście znajdowała się baza morska, która z czasem została przekształcona na port jachtowy. Miasto słynie z ciekawej kuchni, co roku odbywa się tutaj Festiwal Smakoszy.
Ciekawe miejsca to:
- stary gmach sądu zbudowany w 1788
- Zamek Desmonda z 1500 roku
- kościół Św. Multose'a.
- ruiny fortów obronnych po obu stronach wejścia do portu - James Fort i Charles Fort

## Miasta partnerskie
- Newport, Stany Zjednoczone
- Mumbles, Walia